# نايف المعاني
نايف المعاني (1956 - 7 أغسطس 2015) إعلامي ومذيع ومقدم برامج أردني.

## عن حياته
يعد من أبرز الوجوه الاعلامية التلفزيونية والأصوات الاذاعية حيث قدم في فترة حياته الأخيرة عدة برامج على الهواء مباشرة مع المواطنين تتناول همومهم وقضاياهم، وعمل في إذاعة الأمن العام والقوات المسلحة وفضائية الحقيقة الدولية، وعمل نايف المعاني في العديد من الصحف منها «صوت الشعب» و» الأسواق» قبل «الدستور». وكان عضواً في مجلس نقابة الصحفيين لدورات عدة. كانت آخر كلماته في برنامجه التلفزيوني ليلة الخميس الماضي «سنبقى مع الوطن إلى ان يشاء الله، نلقاكم غداً عند الحادية عشرة مساءً ان بقي في العمر بقية لكن ان انتقلنا إلى رحمة الله تعالى فتذكروا ان هذا الذي يضع الميكروفون على صدره ويجلس أمام الكاميرا كان يدعو الله ان يحمي الوطن ويديم عليه نعمة الأمن والاستقرار»، وأضاف: «شكلها قرّبت، السلام عليكم ورحمة الله وبركاته».
عُرف عن المعاني، الذي غطى القطاع الأمني لمدة تجاوزت الربع قرن، الابتسامة الدائمة والأخلاق العالية والحرص على خدمة المهنة والوطن. له من الأبناء شهم وفيصل وحمزة وفرات وسندس وشيماء.

## آخر ظهور له في التلفزيون
المثير للأهتمام ان الفقيد قبل وفاته في حلقته الأخيرة في برنامجه التلفزيوني ليلة الخميس الموافق 6 أغسطس 2015 قد اختتمها بمقوله مؤثرة:
| نايف المعاني | سنبقى مع الوطن إلى ان يشاء الله، نلقاكم غداً عند الحادية عشرة مساءً ان بقي في العمر بقية لكن ان انتقلنا إلى رحمة الله تعالى فتذكروا ان هذا الذي يضع الميكروفون على صدره ويجلس أمام الكاميرا كان يدعو الله ان يحمي الوطن ويديم عليه نعمة الأمن والاستقرار. | نايف المعاني |

وقبيل انتهاء الحلقة قال:
| نايف المعاني | شكلها قرّبت، السلام عليكم ورحمة الله وبركاته. | نايف المعاني |

تناقل روَّاد مواقع التواصل الاجتماعي ختاميّته ونعيّه لنفسه قبل وفاته بيوم واحد مُبدين إستغرابهم وتأثرهم وكأنه بدا على معرفة مُسبقة بوقت وفاته.

## وفاته
يُذكر أن الاعلامي نايف المعاني قد شعر بنوبة قلبية اثناء تحضيره لتقرير في وسط العاصمة عمَّان وتم نقله بعد ذلك إلى مستشفى الأردن ثم توفى بعد ذلك يوم الجمعة 7 أغسطس 2015 عن عمر يناهز 59 عاماً، وقد تم تشييع جثمان الفقيد يوم السبت الموافق 8 أغسطس 2015 من مسجد معان الكبير الذي يقع في مدينة معان «جنوبا», وقد عزت الكثير من الجهات الأعلامية الفقيد لوفاته.